# ابوالفتح بلطی
ابوالفتح عثمان بن عیسی بَلَطی (۱۱۳۰- ۱۲۰۲م) (عثمان بن عیسی بن منصور) ادیب، زبان‌شناس، تاریخ‌دان و نگارندهٔ عراقی در سدهٔ ششم هجری بود.

## زندگی
در ۲ سپتامبر ۱۱۳۰م/ ۲۷ رمضان ۵۲۴ق در بلط، روستایی بر فرات، نزدیکی موصل زاده شد. نحو را نزد ابومحمد سعید بن مبارک دَهّان آموخت. سپس به دمشق کوچید و مدتی آنجا بماند. به زبدانی برای یادگیری بسیار می‌رفت.
هنگامی که صلاح‌الدین بر مصر چیره شد (۱۱۷۱م/ ۵۶۷ق) ابوالفتح به آنجا جابجا شد. صلاح‌الدین او را قاری رسمی و مدرس نحو در مسجد جامع فسطاط برگمارد و حقوقی برای او تعیین کرد.
ابوالفتح بلطی در /۱۹ صفر ۵۹۹ق/۶ نوامبر ۱۲۰۲م در قاهره درگذشت.

## آثار
- العَروض الکبیر
- العِظات الموقظات
- النِیر فی العربیة
- علم أشکال الخط
- التصحیف و التحریف
- أخبار المتنبّی
- المُستزاد علی المُستجاد من فَعَلات الأجواد
- تعلیل العبادات